# Dolichoscyta placida
Dolichoscyta placida là một loài bướm đêm trong họ Noctuidae.